# Sent Ginhan
Sent Ginhan (en francès Saint-Junien-la-Bregère) és una comuna (municipi) de França, a la regió de la Nova Aquitània, departament de la Cruesa, al districte d'Aubusson i cantó de Royère-de-Vassivière.
La seva població al cens de 1999 era de 160 habitants. Està integrada a la Communauté de communes de Bourganeuf - Royère-de-Vassivière.

## Demografia
| 1968 | 1975 | 1982 | 1990 | 1999 |
| ---- | ---- | ---- | ---- | ---- |
| 340  | 272  | 223  | 193  | 160  |

## Administració
| Període | Identitat      | Partit |
| ------- | -------------- | ------ |
| 2008-   | Alain Calomine |        |